# Lisa Robertson (aviron)
Pour les articles homonymes, voir Lisa Robertson.
Lisa Robertson, née le 13 octobre 1961 à Victoria (Colombie-Britannique), est une rameuse canadienne.

## Biographie
Aux Jeux olympiques d'été de 1984 à Los Angeles, elle fait partie du huit féminin terminant à la quatrième place.
Lisa Robertson est médaillée d'argent en deux de couple avec Heather Clarke aux Jeux du Commonwealth de 1986 à Édimbourg.